# Megobaralipton granuliferum
Megobaralipton granuliferum är en skalbaggsart som först beskrevs av Lansberge 1887.  Megobaralipton granuliferum ingår i släktet Megobaralipton och familjen långhorningar. Inga underarter finns listade i Catalogue of Life.